# Herny
Herny est une commune française située dans le département de la Moselle et le bassin de vie de la Moselle-Est.

## Géographie
| Vittoncourt  | Hémilly  | Arriance  |
| Adaincourt   | Herny    | Many      |
| Han-sur-Nied | Vatimont | Holacourt |

- Ecarts et lieux-dits : Hernicourt (Arnico).

### Hydrographie
La commune est située dans le bassin versant du Rhin au sein du bassin Rhin-Meuse. Elle est drainée par le ruisseau l'Aisne et le ruisseau de l'Étang de Holacourt.

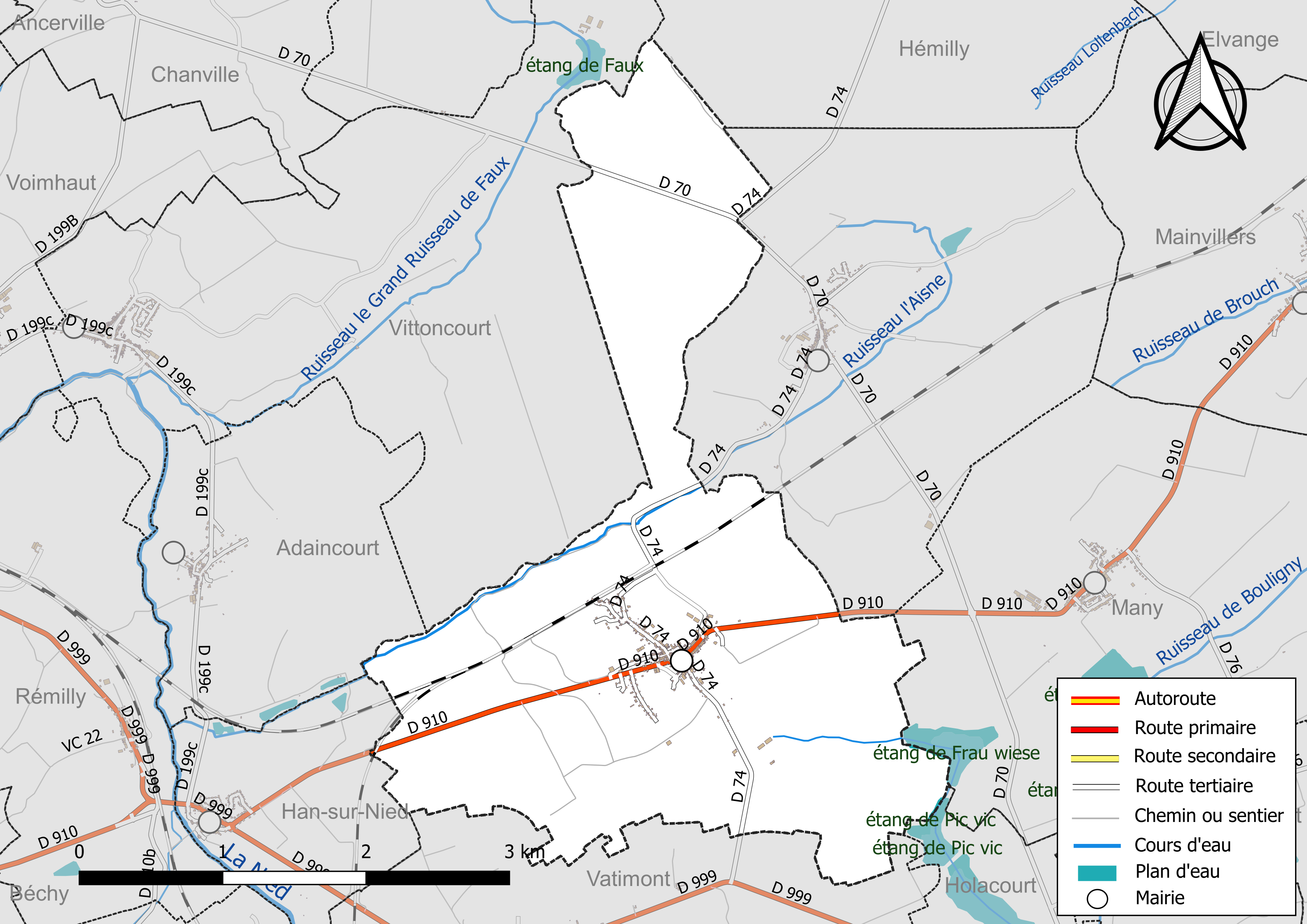
Réseaux hydrographique et routier d'Herny.

### Climat
Pour des articles plus généraux, voir Climat du Grand Est et Climat de la Moselle.
En 2010, le climat de la commune est de type climat des marges montargnardes, selon une étude du Centre national de la recherche scientifique s'appuyant sur une série de données couvrant la période 1971-2000. En 2020, Météo-France publie une typologie des climats de la France métropolitaine dans laquelle la commune est exposée à un climat semi-continental et est dans la région climatique  Lorraine, plateau de Langres, Morvan, caractérisée par un hiver rude (1,5 °C), des vents modérés et des brouillards fréquents en automne et hiver. 
Pour la période 1971-2000, la température annuelle moyenne est de 9,6 °C, avec une amplitude thermique annuelle de 16,9 °C. Le cumul annuel moyen de précipitations est de 805 mm, avec 11,7 jours de précipitations en janvier et 9,5 jours en juillet. Pour la période 1991-2020, la température moyenne annuelle observée sur la station météorologique de Météo-France la plus proche, « Lesse_sapc », sur la commune de Lesse à 4 km à vol d'oiseau, est de 10,7 °C et le cumul annuel moyen de précipitations est de 694,0 mm. 
La température maximale relevée sur cette station est de 40 °C, atteinte le 25 juillet 2019 ; la température minimale est de −20,7 °C, atteinte le 20 décembre 2009,,. 
Les paramètres climatiques de la commune ont été estimés pour le milieu du siècle (2041-2070) selon différents scénarios d'émission de gaz à effet de serre à partir des nouvelles projections climatiques de référence DRIAS-2020. Ils sont consultables sur un site dédié publié par Météo-France en novembre 2022.

## Urbanisme

### Typologie
Au 1er janvier 2024, Herny est catégorisée commune rurale à habitat dispersé, selon la nouvelle grille communale de densité à sept niveaux définie par l'Insee en 2022.
Elle est située hors unité urbaine. Par ailleurs la commune fait partie de l'aire d'attraction de Metz, dont elle est une commune de la couronne,. Cette aire, qui regroupe 245 communes, est catégorisée dans les aires de 200 000 à moins de 700 000 habitants,.

### Occupation des sols
L'occupation des sols de la commune, telle qu'elle ressort de la base de données européenne d’occupation biophysique des sols Corine Land Cover (CLC), est marquée par l'importance des territoires agricoles (67,5 % en 2018), une proportion sensiblement équivalente à celle de 1990 (68,2 %). La répartition détaillée en 2018 est la suivante : 
terres arables (47,9 %), forêts (28,6 %), prairies (19,5 %), zones urbanisées (3,7 %), zones agricoles hétérogènes (0,1 %), eaux continentales (0,1 %). L'évolution de l’occupation des sols de la commune et de ses infrastructures peut être observée sur les différentes représentations cartographiques du territoire : la carte de Cassini (XVIIIe siècle), la carte d'état-major (1820-1866) et les cartes ou photos aériennes de l'IGN pour la période actuelle (1950 à aujourd'hui).

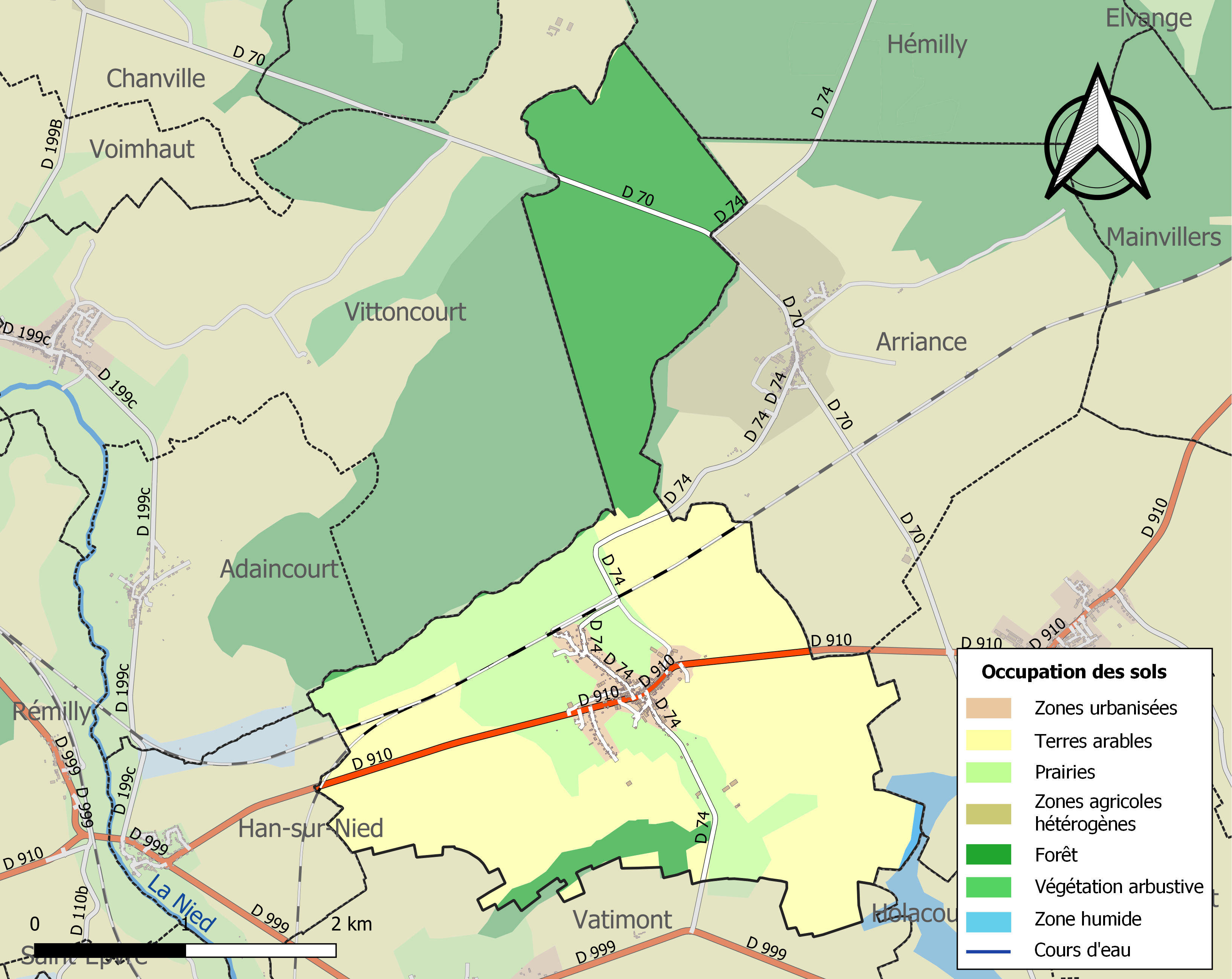
Carte des infrastructures et de l'occupation des sols de la commune en 2018 (CLC).

## Culturalisme lorrain
La commune est connue par les linguistes et historiens pour sa situation sur la limite linguistique et culturelle du monde roman et germanique. Après le Moyen Âge, Herny fait partie de la liste des dernières communes francophones avant la partie germanophone de la Lorraine et où l'on parlait le patois messin, un patois issu du gallo-roman.

## Toponymie
Le nom de Herny est attesté sous les formes Herlingen en 1385; Harnex et Hernex en 1409; Harney en 1442, Herney en 1497; Herneyo en 1537; Helling en 1570; Harny en 1756; Herny en 1793; Herny ou Herlingen en 1845; Herlingen en 1871-1918.
D'un gallo-roman *Hariniacu et/ou germanique *Hariningas. Il s'agit d'un composé gallo-roman en -(i)acum ou germanique en -ing-, précédé du nom de personne germanique Harin, Harin- ou Herin-.
Remarque : en ce qui concerne la forme germanique Herlingen, il faut nécessairement postuler que *Herining- ait évolué en Heriling- > Herlingen. À priori le nom de personne germanique Herilo convient davantage.
Le nom de Hernicourt est mentionné sous les formes Hermerstorf (1210), Hermerstorf (1310), Hermerstorff (1383), Hermerstorfe (1385), Herniecourt (1453), Hermstorff (1594).

## Histoire
- Dépendait de l'ancienne province des Trois-Évêchés.
- Franc-alleu du pays messin et domaine du chapitre de la cathédrale.
- Occupée et annexée par la France en 1552, annexion reconnue en 1648 lors des traités de Westphalie.

## Politique et administration
| Période                                  | Période   | Identité                                                     | Étiquette | Qualité |
| ---------------------------------------- | --------- | ------------------------------------------------------------ | --------- | ------- |
| mars 1977                                | mars 1995 | Yvon Arnould                                                 |           |         |
| mars 1995                                | mars 2014 | André Doyen                                                  |           |         |
| mars 2014                                | mai 2020  | Michel Hombourger                                            |           |         |
| mai 2020                                 | En cours  | Dominique Lerond : Maire, Alexandre Samson : Premier adjoint |           |         |
| Les données manquantes sont à compléter. |           |                                                              |           |         |

## Démographie
L'évolution du nombre d'habitants est connue à travers les recensements de la population effectués dans la commune depuis 1793. Pour les communes de moins de 10 000 habitants, une enquête de recensement portant sur toute la population est réalisée tous les cinq ans, les populations de référence des années intermédiaires étant quant à elles estimées par interpolation ou extrapolation. Pour la commune, le premier recensement exhaustif entrant dans le cadre du nouveau dispositif a été réalisé en 2007.

En 2022, la commune comptait 519 habitants, en évolution de +3,18 % par rapport à 2016 (Moselle : +0,52 %, France hors Mayotte : +2,11 %).
| 1793 | 1800 | 1806 | 1821 | 1836 | 1841 | 1861 | 1866 | 1871 |
| ---- | ---- | ---- | ---- | ---- | ---- | ---- | ---- | ---- |
| 646  | 740  | 726  | 899  | 994  | 896  | 906  | 926  | 807  |

| 1875 | 1880 | 1885 | 1890 | 1895 | 1900 | 1905 | 1910 | 1921 |
| ---- | ---- | ---- | ---- | ---- | ---- | ---- | ---- | ---- |
| 803  | 766  | 721  | 705  | 679  | 594  | 589  | 609  | 509  |

| 1926 | 1931 | 1936 | 1946 | 1954 | 1962 | 1968 | 1975 | 1982 |
| ---- | ---- | ---- | ---- | ---- | ---- | ---- | ---- | ---- |
| 484  | 463  | 469  | 438  | 452  | 454  | 450  | 450  | 436  |

| 1990 | 1999 | 2006 | 2007 | 2012 | 2017 | 2022 | - | - |
| ---- | ---- | ---- | ---- | ---- | ---- | ---- | - | - |
| 412  | 394  | 453  | 461  | 477  | 508  | 519  | - | - |

## Lieux et monuments

### Édifices civils
- Vestiges d'une villa romaine.
- Margelle du puits de Seutry, construite à l'époque gallo-romaine, inscrite au titre des monuments historiques par arrêté du 9 décembre 1929[20].

### Édifices religieux

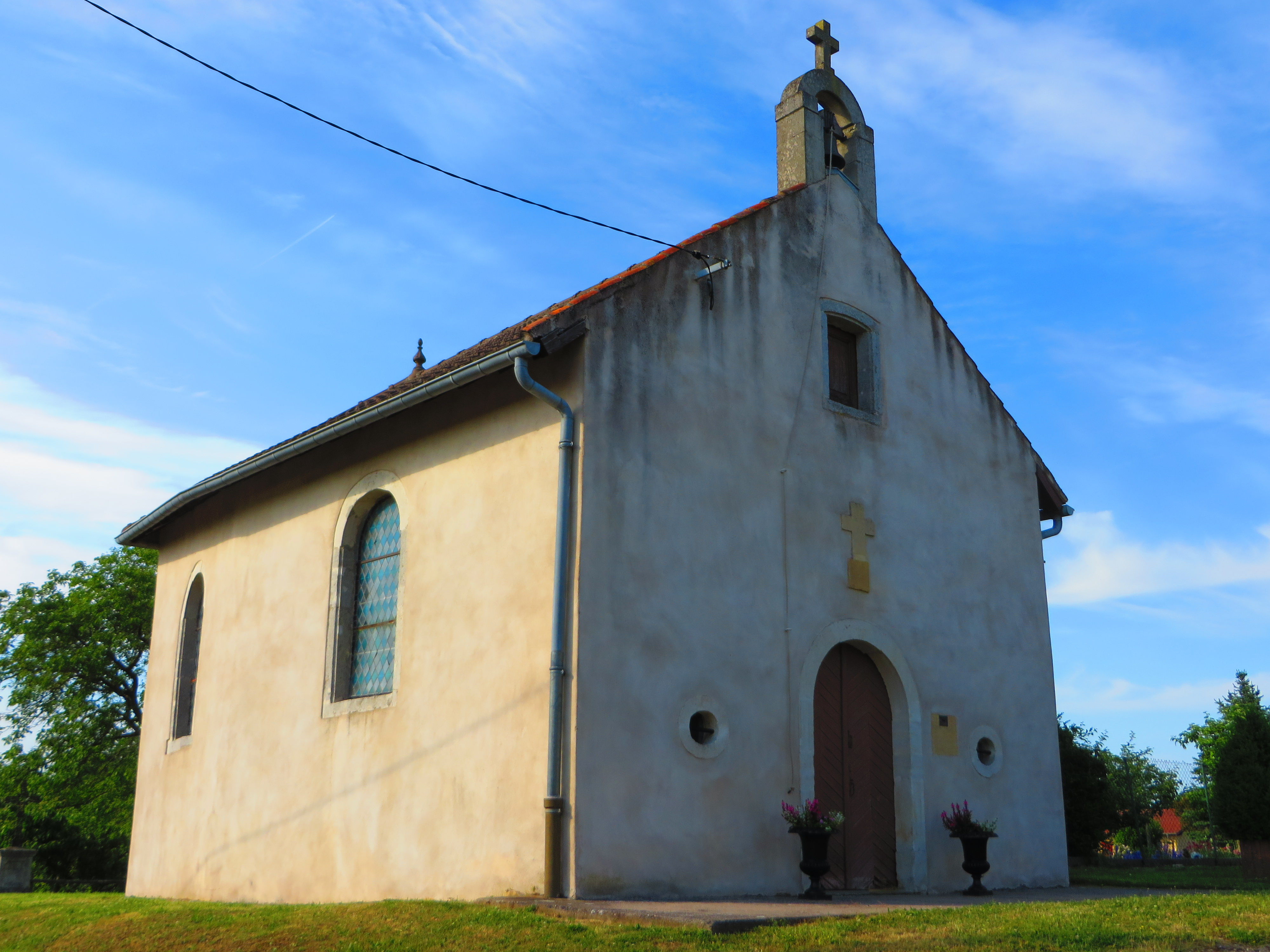
Chapelle Notre-Dame-de-Bons-Secours à Seutry.

- Église Saint-Étienne 1829 : statue de saint Étienne XIIIe siècle. Le 6 juin 2024, un nouvel autel, contenant les reliques de six saints, est consacré par Philippe Ballot qui procède aussi à la bénédiction de l'ambon[21].
- Chapelle Notre-Dame-de-Bon-Secours à Seutry 1828.

## Personnalités liées à la commune
- Georges Gaspard, ancien footballeur français, né le 13 juin 1917 à Herny, joueur au Football Club de Metz saison 1945/1946.